# Kim Geun-tae
Kim Geun-tae (14 de fevereiro de 1947 - 30 de dezembro de 2011) foi um político sul-coreano.